# Жозе Родрігес Нето
Жозе Родрігес Нето (порт. Rodrigues Neto, 6 грудня 1949, Галілея — 29 квітня 2019, Ріо-де-Жанейро) — бразильський футболіст, що грав на позиції захисника. По завершенні ігрової кар'єри — тренер.
Виступав, зокрема, за клуби «Фламенго» та «Бока Хуніорс», а також національну збірну Бразилії.

## Клубна кар'єра
У дорослому футболі дебютував 1965 року виступами за команду «Віторія» з Еспіріту-Санту, в якій провів два сезони. Своєю грою за цю команду привернув увагу представників тренерського штабу клубу «Фламенго», до складу якого приєднався 1967 року. Відіграв за команду з Ріо-де-Жанейро наступні дев'ять сезонів своєї ігрової кар'єри і за цей час став триразовим чемпіоном Ріо, провівши в цілому у футболці клубу 438 матчів (в яких клуб здобув 211 перемог, 122 рази зіграв внічию і 102 рази програв) і забив 30 голів.
З «Фла» Нето перейшов до клубу «Флуміненсе», з яким в 4-й раз став чемпіоном Ріо. Потім Нето відіграв два сезони в «Ботафогу», а звідти поїхав до Аргентини, в якій грав у клубах «Феррокаріль Оесте» та «Бока Хуніорс», між якими два сезони Нето грав на батьківщині в клубі «Інтернасьйонал», з яким двічі став чемпіоном штату.
Далі Родрігес недовго програв за «Сан-Крістован», звідки поїхав до Гонконгу грати за клуби «Саут Чайна» і «Істерн», де і завершив кар'єру 1985 року. У 1990 році Нето повернувся до Бразилії, щоб провести прощальний матч у рідному «Фламенго».

## Виступи за збірну
9 липня 1972 року дебютував в офіційних матчах у складі національної збірної Бразилії в фіналі Кубка незалежності Бразилії проти Португалії, допомігши своїй команді перемогти 1:0 та виграти трофей.
Згодом у складі збірної був учасником чемпіонату світу 1978 року в Аргентині, на якому команда здобула бронзові нагороди, а Родрігес зіграв у 4 матчах, в тому числі і у виграній грі за 3-тє місце.
Загалом протягом кар'єри у національній команді провів у її формі 11 матчів.

## Кар'єра тренера
Після закінчення кар'єри гравця Нето недовго тренував команди «Мото Клуб» та «Сан-Бенту», після чого жив у Ріо-де-Жанейро і працював у молодіжній школі клубу «Флуміненсе».
Помер 29 квітня 2019 року на 70-му році життя у місті Ріо-де-Жанейро.

## Титули і досягнення
- Переможець Ліги Каріока (4):

«Фламенго»: 1967, 1972, 1974
«Флуміненсе»: 1976
- Переможець Ліги Гаушу (4):

«Інтернасьйонал»: 1981, 1982
- Бронзовий призер чемпіонату світу: 1978